# Ramona Straub
Ramona Straub, född 19 september 1993, är en tysk idrottare som deltar i backhoppning.
Straubs främsta merit är en vinst i en tävling (2017 i Oberwiesenthal) som ingår i kontinentalcupen. I samma tävlingsserie har hon två andra och två tredjeplatser. Straub ingick i det tyska laget som deltar vid olympiska vinterspelen 2018.